# Иона (Александров)
Епископ Иона (в миру Иоанн Александров; 1837, деревня Малые Холмины, Смоленская губерния — 28 февраля (12 марта) 1912, дер. Холмина, Смоленская губерния) — епископ Древлеправославной Церкви Христовой (старообрядцев, приемлющих белокриницкую иерархию), епископ Калужский и Смоленский.

## Биография
Родился в семье крестьян, принадлежавших господствующему вероисповеданию. В 9-летнем возрасте осиротел, воспитывался в соседней деревне Давыдково в старообрядческой среде. После смерти императора Николая I распространился слух, что теперь можно без препятствий со стороны властей переходить в старообрядчество. Воспользовавшись этим обстоятельством (которое на проверку оказалось весьма далёким от действительности), он в 20-летнем возрасте вместе с двумя братьями присоединился к старообрядчеству. Тогда же Иоанн стал уставщиком старообрядческой церкви.
В 1882 году епископ Феодосий рукоположил его в священники. Молитвенный дом он устроил у себя на дворе (позже, в 1905 году было разрешено надстроить купол с крестом и срубить колокольню).
В 1894 году за присоединение 28 семей к старообрядчеству подвергся уголовному преследованию.
В 1897 году овдовел и 4 августа 1898 года на Освященном соборе в Нижнем Новгороде был избран в епископы.
6 сентября 1898 года в походной церкви в доме А. Б. Маркова в Нижнем Новгороде состоялась его епископская хиротония, которую совершили епископ Уральским Арсений (Швецов) и епископ Донской Иоанн (Картушин) (будущий Архиепископ Московский).
В октябре 1898 года в Москве принял участие в Освященном Соборе «старообрядствующих епископов Российской области».
Скончался епископ Иона 28 февраля (12 марта) 1912 года в деревне Холмине Смоленской губернии. Погребён в родной деревне при большом стечении верующих.